# Stade José de la Paz Herrera Uclés
L’Estadio José de la Paz Herrera Uclés (de son nom officiel, Estadio Nacional de Tegucigalpa et anciennement Estadio Tiburcio Carias Andino) est un stade multifonction situé à Tegucigalpa au Honduras. Actuellement, il est surtout utilisé pour le football. Il a une capacité de 35 000 spectateurs et est le domicile des clubs Motagua et Olimpia.

## Histoire
Le Stade national de Tegucigalpa a été construit sous l'administration du dictateur Tiburcio Carías Andino. Le premier événement sportif tenu dans le stade a été un match de baseball entre les équipes nationales du Honduras et de Cuba, le 15 mars 1948.
Le 9 mars 2022, le stade change officiellement d'appellation après une décision du Congrès national du Honduras et est baptisé José de la Paz Herrera Uclés, en l'honneur de José de la Paz Herrera décédé en avril 2021.

## Tableau d'affichage
Le 8 février 2009 a été inauguré un tableau d'affichage électronique de 30 m de largeur sur 10 m de hauteur. Ce tableau, érigé au coût de plus de 10 millions de lempiras et financé par une compagnie de téléphonie cellulaire, est un des plus grands en Amérique latine.